# Matthias Sammer
Matthias Sammer (Dresde, 5 de septiembre de 1967) es un exfutbolista, exentrenador y dirigente deportivo alemán.
Nació en la antigua República Democrática Alemana. En 1976 ingresó en el sistema juvenil del Dinamo Dresde, donde se formó como futbolista, y en 1985 debutó a nivel profesional. Cuando el estado socialista desapareció y se integró en la Alemania Federal, se marchó al VfB Stuttgart por dos temporadas y fue pieza clave en la consecución de la Bundesliga de 1991-92. Tras una breve estancia en el Inter de Milán, en 1993 fichó por el Borussia Dortmund y con ellos logró los títulos más importantes de su trayectoria, tales como la Liga de Campeones de 1996-97 y dos Bundesligas.
Fue internacional tanto en la selección de la RDA como en la de Alemania reunificada. En total disputó 74 partidos, 54 de ellos con la «Mannschaft», y estuvo en el plantel que ganó la Eurocopa 1996.
A nivel individual fue Balón de Oro en 1996 y se llevó el premio al Futbolista alemán del año en 1995 y 1996.

## Trayectoria

### Como jugador

#### Inicios en el Dinamo Dresde
Nació en Dresde (entonces parte de la República Democrática Alemana) el 5 de septiembre de 1967, en el seno de una familia con experiencia futbolística. Su padre Klaus Sammer fue un destacado centrocampista del Dinamo Dresde en la década de 1970 y consiguió que su hijo ingresara en las categorías inferiores de ese club en 1976, cuando tenía nueve años.
Debutó con el primer equipo en la temporada 1985-86 bajo las órdenes de su progenitor. Al principio fue alineado en la delantera y marcó 8 tantos en 18 partidos de la liga nacional. Ese mismo año también se estrenó con la selección de Alemania Oriental. Sin embargo, la llegada al banquillo de Eduard Geyer en 1986 provocó un cambio en su demarcación. Para que los arietes Ulf Kirsten y Torsten Gütschow pudiesen jugar juntos, decidió retrasar su posición al centro del campo. La nueva táctica resultó exitosa, pues mantuvo los mismos registros goleadores y se hizo con un puesto en el combinado nacional.
El Dinamo Dresde se proclamó campeón de liga en la temporada 1988-89 y alcanzó las semifinales de la Copa de la UEFA, en la que fue eliminado por el VfB Stuttgart. Un año después revalidó el título liguero y además se hizo con la Copa de fútbol de la RDA (FDGB-Pokal). Su periodo de esplendor coincidió con la caída del Muro de Berlín y el inicio de la reunificación alemana, razón por la que pudo negociar libremente con clubes de Alemania Federal. El mejor posicionado para hacerse con él era el Bayer 04 Leverkusen, en el que también recalaron Ulf Kirsten y Andreas Thom, pero terminó rechazando su oferta.

#### Carrera profesional
En el verano previo a la temporada 1990-91 se confirmó su fichaje por el VfB Stuttgart. El jugador ya conocía ese club por su enfrentamiento en la Copa de la UEFA y alcanzó un acuerdo meses antes de la reunificación. Su entrenador Christoph Daum le ubicó en el mediocentro para que participase en labores ofensivas, y cuajó un buen debut con 11 goles en 30 partidos. Al año siguiente fue pieza clave en el equipo que logró la Bundesliga 1991-92.
En 1992 fue fichado por el Inter de Milán, aspirante al título de la Serie A. Aunque asumió la titularidad en los primeros partidos, una lesión le apartó del once inicial. Además no fue capaz de adaptarse al estilo de vida italiano. En el mercado invernal regresó a su país para recalar en el Borussia Dortmund, que pagó 8 millones de marcos (aproximadamente 4,25 millones de euros) por su traspaso y le igualó el salario que percibía en Milán. Disputó 17 partidos de la segunda vuelta y anotó diez tantos.
Con el Borussia Dortmund alcanzó los mayores logros de su carrera. A partir de la campaña 1993-94, el entrenador Ottmar Hitzfeld le dio la capitanía y retrasó una vez más su posición para reconvertirle en líbero, dotando a su once titular de mayor solidez defensiva. La nueva táctica funcionó; su equipo ganó las Bundesligas de 1994-95 y 1995-96, y a nivel internacional levantó la Liga de Campeones de la UEFA 1996-97 tras derrotar en la final a la Juventus de Turín. Además, formó parte de la selección germana que ganó la Eurocopa 1996 ante República Checa.
Su labor en la consecución de esos títulos fue reconocida por el mundo del fútbol. Sammer fue premiado con el Balón de Oro de 1996, venciendo en las votaciones a Ronaldo por tres puntos de diferencia. Se convirtió así en el primer defensa en conseguirlo tras Franz Beckenbauer en 1972. También recibió el galardón al Futbolista alemán del año en 1995 y 1996.
Meses después de ganar la Liga de Campeones sufrió una lesión de rodilla. Fue sometido a cinco operaciones quirúrgicas para intentar curarse, pero sufrió diversas infecciones y solo pudo jugar tres partidos de liga en la campaña 1997-98. Después de ese episodio se retiró del fútbol profesional a los 31 años.

### Como entrenador y dirigente
Siguió vinculado al Borussia Dortmund pese a la retirada, y a partir de abril de 2000 fue ayudante del técnico Udo Lattek. Cuando éste se retiró a finales de junio, el equipo confirmó que Sammer sería entrenador del primer equipo para la temporada 2000-01. En las cuatro temporadas que permaneció en el banquillo del Westfalenstadion armó una plantilla aspirante al título, pero solo pudo ganar una liga, en el año 2001-02. Al final, la directiva decidió cesarle en junio de 2004.
A continuación regresó al VfB Stuttgart con el objetivo de clasificar para las competiciones europeas. Finalizó en quinto lugar y se marchó el 3 de junio de 2005.
Después de un año sabático, el 1 de abril de 2006 asumió la dirección deportiva de la Federación Alemana de Fútbol con un contrato por cinco años. El puesto, de reciente creación, implicaba el desarrollo de las selecciones juveniles, enfocado al descubrimiento de jóvenes talentos entre 11 y 18 años, así como la incorporación de nuevas técnicas deportivas en los entrenamientos. Durante las seis temporadas que permaneció allí trabajó junto al seleccionador nacional Joachim Löw.
El 2 de julio de 2012 se convirtió en el director deportivo del Bayern de Múnich. Ostentó el cargo hasta dejarlo en 2016 por razones personales.

## Selección nacional

### Alemania Oriental
Sammer se formó como internacional en las categorías juveniles de Alemania Oriental y fue miembro de la selección absoluta entre 1986 y 1990. Disputó 23 partidos y marcó seis goles.
Debutó oficialmente el 19 de noviembre de 1986, en un partido de clasificación para la Eurocopa 1988 contra Francia que tuvo lugar en Zentralstadion de Leipzig. El encargado de darle esa oportunidad fue el seleccionador Bernd Stange. Además disputó casi todos los juegos de la Clasificación para la Copa Mundial de 1990, si bien en ninguno de los dos casos se metió en la fase final.
Su última convocatoria fue también el partido final de la historia de la RDA, el 12 de septiembre de 1990 ante Bélgica en Bruselas. Ganaron 0:2 y él marcó los dos goles.

### Alemania
Con la selección de Alemania ha disputado 51 partidos y marcado ocho goles.
Se estrenó el 19 de diciembre de 1990 en un amistoso ante Suiza celebrado en Stuttgart. El once inicial estaba formado por los campeones del Mundial de 1990 y Sammer se convirtió en el primer jugador del Este que fue alineado en el seleccionado unificado. Dos años después formó parte del seleccionado que asistió a la Eurocopa 1992, perdida en la final contra Dinamarca.
Solo estuvo presente en una Copa Mundial de Fútbol, la edición de 1994. Fue titular en la fase de grupos y en los octavos, pero no pudo disputar los cuartos de final por lesión. En ellos los alemanes fueron eliminados por Bulgaria.
Alemania se resarció de esas derrotas con la consecución de la Eurocopa 1996, en la que Sammer ejerció de líbero, misma posición que en el Borussia Dortmund. Su actuación fue determinante no solo la victoria continental, sino para recibir el Balón de Oro a finales del año. Marcó gol en el primer partido contra Rusia y el tanto de la victoria frente a Croacia en cuartos de final. Después de vencer la final ante República Checa fue nombrado "Mejor jugador del torneo".
El último partido con la «Mannschaft» lo jugó el 7 de junio de 1997, valedero para la fase clasificatoria del Mundial 1998, contra Ucrania en Kiev. La grave lesión de rodilla que sufrió le apartó de la lista de convocados para la competencia. A pesar de que el seleccionador Berti Vogts tenía confianza ciega en su labor, Sammer renunció por molestias físicas.
| Sel                           | Temporada | P.J | Goles |
| ----------------------------- | --------- | --- | ----- |
| República Democrática Alemana | 1986-1990 | 23  | 6     |
| Alemania                      | 1990-1997 | 51  | 8     |
| Totales                       | Totales   | 74  | 14    |

#### Participaciones en Copas del Mundo
| Mundial         | Sede           | Selección | Resultado punto |
| --------------- | -------------- | --------- | --------------- |
| Mundial de 1994 | Estados Unidos | Alemania  | Quinto          |

## Clubes

### Como jugador
| Club              | País                          | Temporadas | Partidos | Goles |
| ----------------- | ----------------------------- | ---------- | -------- | ----- |
| Dinamo Dresde     | República Democrática Alemana | 1985-1990  | 102      | 39    |
| VfB Stuttgart     | Alemania                      | 1990-1992  | 66       | 21    |
| Inter de Milán    | Italia                        | 1992-1993  | 11       | 4     |
| Borussia Dortmund | Alemania                      | 1993-1998  | 142      | 21    |
| Totales           | Totales                       | Totales    | 321      | 85    |

### Como mánager
| Club              | País     | Temporadas |
| ----------------- | -------- | ---------- |
| Borussia Dortmund | Alemania | 2000-2004  |
| VfB Stuttgart     | Alemania | 2004-2005  |

## Palmarés

### Como jugador

#### Campeonatos Nacionales
| Título                | Club              | País     | Año     |
| --------------------- | ----------------- | -------- | ------- |
| 1. Bundesliga         | VfB Stuttgart     | Alemania | 1991-92 |
| Supercopa de Alemania | Borussia Dortmund | Alemania | 1995    |
| Supercopa de Alemania | Borussia Dortmund | Alemania | 1996    |
| 1. Bundesliga         | Borussia Dortmund | Alemania | 1994-95 |
| 1. Bundesliga         | Borussia Dortmund | Alemania | 1995-96 |

#### Campeonatos Internacionales
| Título                | Equipo                | Sede    | Año     |
| --------------------- | --------------------- | ------- | ------- |
| Liga de Campeones     | Borussia Dortmund     | Múnich  | 1996-97 |
| Copa Intercontinental | Borussia Dortmund     | Tokio   | 1997    |
| Eurocopa              | Selección de Alemania | Londres | 1996    |

### Como mánager

#### Campeonatos Nacionales
| Título        | Club              | País     | Año     |
| ------------- | ----------------- | -------- | ------- |
| 1. Bundesliga | Borussia Dortmund | Alemania | 2001-02 |

### Distinciones individuales
| Distinción                            | Año        |
| ------------------------------------- | ---------- |
| XI Ideal de la Bundesliga             | 1991, 1995 |
| Mejor Centrocampista de la Bundesliga | 1993       |
| Mejor Libero de la Bundesliga         | 1995, 1996 |
| Futbolista Alemán del Año             | 1995, 1996 |
| Equipo ESM del año                    | 1994-95    |
| XI Ideal de la Eurocopa               | 1996       |
| MVP de la Eurocopa                    | 1996       |
| Balón de Oro                          | 1996       |
| Onze de Bronce                        | 1996       |